# مردم‌سالاری اسلامی
مردم‌سالاری اسلامی یا دموکراسی اسلامی، به نوعی از ایدئولوژی سیاسی اشاره می‌کند که به دنبال به کار بستن اصول اسلامی در سیاست‌گذاری عمومی در قالب دموکراسی است. نظریهٔ سیاسی اسلامی، ویژگی‌های اصلی مردم‌سالاری اسلامی را تعیین می‌نماید. نخست اینکه رهبران باید توسط مردم انتخاب شوند و دوم نظام تابع شریعت باشد.
در نزد اهل سنت، خلافت، غلبه و شورا مهم‌ترین نظریه‌های حکومت اسلامی اند ولی نزد شیعیان دوازده‌امامی، نظریه‌های امامت و ولایت حاکم شرع غالب هستند.
مردم سالاری اسلامی، بر دو نوع حکومت که عملاً در برخی کشورهای اسلامی وجود دارد اشاره می‌کند:
1. حکومت دموکرات که اسلام را به عنوان دین دولتی می‌شناسد؛ مانند آنچه در مالزی، پاکستان، مالدیو و الجزایر است؛ که در آن برخی ارزش‌های دینی با نحوهٔ زندگی مردم سازگار می‌شود، اما قانون در واقع بر اساس اسلام نیست. عربستان سعودی و امارات متحده عربی نمونه‌های کشورهایی هستند؛ که با وجود اینکه اسلامی هستند، طرفدار اصول دموکراسی اسلامی نیستند؛ همان‌طور که در این کشورها برای انتخاب رهبر انتخابات انجام نمی‌شود.
شرح مردم‌سالاری اسلامی در کشورهای عمدتاً مسلمان متفاوت است، چنان‌که تفسیر شریعت (دین اسلام)، کشور به کشور متفاوت است. کاربرد شریعت، در کشورهایی که شریعت اساس قوانین حکومت را تشکیل می‌دهد؛ جامع‌تر و فراگیرتر است.
2. حکومت دموکراتیک؛ می‌کوشد احکام شریعت را نهادینه کند و این روش گاهی دموکراسی اسلام‌گرا نامیده می‌شود. دموکراسی اسلام‌گرا نسبت به دموکراسی اسلامی، تندروتر است و خواهان ورود اسلام به‌طور جامع و فراگیرتر به ساختار دولت است؛ ولی درعمل چنین چیزی نیست و مسلمانان بر آنند که زمینه‌ای را ایجاد کنند؛ تا با ایجاد آن تمامی احکام و شریعت در حکومت به وسیلهٔ منجی انجام شود.

گروهی بر این باورند؛ که مفاهیم لیبرالیسم یا آزادی‌خواهی و مشارکت دموکراتیک پیش‌تر در قرون وسطی اسلامی وجود داشته‌است. حامیان خلافت راشدین آن را به عنوان یک نمونه آغازین از یک حکومت دموکراتیک اسلامی مطرح می‌کنند، برخی ادعا می‌کنند که توسعه دموکراسی در دنیای اسلام، نهایتاً با روابط شیعه-سنی متوقف شده‌است.

## دیدگاه شیعیان
در دیدگاه برخی از شیعیان دوازده‌امامی به ویژه در جمهوری اسلامی ایران، دو نظریهٔ اساسی برای حکومت اسلامی وجود دارد: امامت و ولایت فقیه. در سدهٔ اخیر نظریه‌های دیگری نیز برای تحقق حکومت اسلامی مطرح شده‌است. این دو نظریه ارتباط با یک دیگر تنگاتنگی دارند.

### ولایت فقیه
یکی از نظریه‌های مبنایی حکومت اسلامی بنا بر جمعی از نظر فقیهان شیعه نظریهٔ ولایت حاکم شرع است، که بنابراین فقیه به عنوان حاکم شرعی حق ولایت و حکومت بر امت را داراست.
در این میان شیوهٔ تعیین حاکم شرعی یا ولی فقیه بنابر نظر برخی فقیهان انتخاب و برخی دیگر انتصاب است.
قانون اساسی جمهوری اسلامی ایران به گونه‌ای است که با هر دو نظریه سازگار است، ولی نظریهٔ انتخاب قوی‌تر است.

#### نظریه انتصاب
مصباح یزدی در کتاب «حکومت اسلامی و ولایت فقیه» و عبدالله جوادی آملی در کتاب «پیرامون وحی و رهبری» بیش از همه به شرح این نظریه پرداخته‌اند. البته این دیدگاه خاص این دو نیست و افرادی چون ناصر مکارم شیرازی و لطف‌الله صافی گلپایگانی نیز دیدگاهی این چنینی دارند.
بر پایهٔ این دیدگاه، مشروعیت حکومت در زمان غیبت با حکم الهی و مشروعیت ولی فقیه ناشی از نصب او توسط امام معصوم است. به این ترتیب این نظام است که مشروعیت خود را از ولی فقیه می‌گیرد -نه برعکس- و همهٔ کارهای قوای سه‌گانه زمانی اعتبار دارد که رضایت ولی فقیه را به همراه داشته باشد.
جوادی آملی، ولایت فقیه را نقطه مقابل وکالت فقیه و آن را مطرح در کلام و فقه کلان دانسته و می‌گوید: «امامت انتصابی است نه انتخابی. آن هم که جانشین امام است، یعنی ولی فقیه، او هم از طرف خود امام تعیین می‌شود یا با نصب عام، یا با نصب خاص. سخن از وکالت فقیه نیست. سخن از ولایت فقیه‌است.» وی در تحلیلی عقلی از قاعده لطف به مثابه استدلالی برای انتصابی بودن ولایت فقیه بهره می‌گیرد. موافقان این نظریه به نوشته‌ها و فعالیت‌های روح‌الله خمینی نیز استناد می‌کنند. او در کتاب بیع در استدلال عقلی خود بر ولایت فقیه می‌نویسد: «هرآنچه دلیل امامت است، عین همان ادله دلیل بر لزوم حکومت بعد از غیبت ولی امر است.» و مسلم است که در نگرش رایج شیعه ادله‌امامت بر وجوب نصب امامان معصوم از جانب خداوند دلالت دارند.
نظر و انتخاب مردم در این نظریه هیچ مشروعیتی به حکومت فقیه نمی‌دهد و رأی به خبرگان در واقع رجوع به بینه‌است؛ یعنی مردم کارشناسان مذهبی را انتخاب می‌کنند تا آنان فقیه اصلح و اعلم را کشف کنند و شهادت آن‌ها موجب یقین دیگران می‌شود.
همچنین مصباح سخنان روح‌الله خمینی در زمان انتصاب مهندس بازرگان، استفاده از کلمه «منصوب می‌کنم» در تنفیذ احکام ریاست جمهوری بنی‌صدر، رجایی و خامنه‌ای و به ویژه فرمان تشکیل مجمع تشخیص مصلحت نظام که در اختیارات رهبر در قانون اساسی پیش‌بینی نشده بود را شاهدی بر فراتر بودن ولی فقیه از قانون، و اعمال ولایت مطلقه فقیه می‌داند. او تشکیل مجمع تشخیص مصلحت را نشانه تمثیلی بودن اختیارات رهبر که در اصل ۱۱۰ بیان شده، می‌داند؛ یعنی در شرایط عادی ولی فقیه در همین چارچوب است اما در شرایط فوق‌العاده رهبر به اقتضای ولایت مطلقه الهی خود می‌تواند تصمیمات مقتضی را اتخاذ کند.
مدافعان این نظریه همچنین اصول ۵ و ۱۰۷ قانون اساسی را نیز گواهی بر نظریهٔ خود می‌دانند.
همچنین مکارم شیرازی در انتقاد مردم سالاری اسلامی می‌گوید: «اگر به آراء مردم مراجعه نشود موجب اتهام به حکومت استبداد می‌شود از این رو جایز است که رای مردم در درجه دوم باشد.» محمدتقی مصباح یزدی نیز کم و بیش همین نظر را دارد. جناح اصولگرایان ایران نیز اکثراً این عقیده را در قبال ولایت فقیه دارند.

#### نظریهٔ انتخاب
بر پایهٔ این دیدگاه، در زمان غیبت امامان معصوم و در شرایطی که نماینده‌ای نیز از جانب او مشخص نشده‌است، بر مردم واجب است که از فقیه جامع‌الشرایط اطاعت نمایند هر چند این نظریات، طبیعتی انتقادی دارند و با توجه به مشکلات نظری و عملی نظریهٔ نصب و تجربه ولایت فقیه در جمهوری اسلامی شکل گرفته‌اند. آثار متعددی در این زمینه نوشته شده که کتاب «ولایت فقیه، حکومت صالحان» اثر نعمت‌الله صالحی نجف‌آبادی و به ویژه «دراسات فی ولایة الفقیه» اثر حسینعلی منتظری از مهم‌ترین آن‌ها هستند.

#### انتقادها
ایاد رئوف جمال‌الدین روحانی شیعه سکولار عراقی که شانزده سال از تبعیدش توسط رژیم بعث را در ایران سپری کرده‌است می‌گوید نظریهٔ ولایت فقیه، رهبر کل قوا را به کسی تبدیل می‌کند که معصوم، بی گناه و لغزش ناپذیر است. او می‌گوید مفهوم معصوم، قدرت نهایی و مطلق را در اختیار رهبر کل قوا قرار می‌دهد مانند ایران.
عبدالکریم سروش انتقاداتی را نسبت به تئوری ولایت فقیه وارد کرده و گفته‌است: «تئوری ولایت فقیه، عین استبداد دینی است و با این تئوری اصولاً نمی‌توان نظام دموکراتیک به وجود آورد. حتی هیچ‌کس نمی‌تواند در ذیل تئوری ولایت فقیه، عدالت بورزد چون همان‌گونه که فیلسوفان قدیمی گفته‌اند، قدرت مطلقه فساد مطلق می‌آورد. پارساترین فرد هم اگر در راس جامعه با قدرت غیرپاسخگو قرار گیرد بعد از چند سال بسیار از عدالت فاصله خواهد گرفت؛ لذا تئوری ولایت فقیه خمینی از همان آغاز یک تئوری غیراخلاقی بود.»

### امامت
بر خلاف اهل سنت، در دیدگاه نظام امامت شیعه، خدا امام را می‌گمارد و مشروعیت امام از خدا است. البته حاکمیت تنها یکی از شأن‌های امام است که در زمان علی بن ابیطالب و حسن بن علی (مجتبی) بخشی از آن محقق شد.
هرچند امامت بتواند مؤلفه‌های ذاتی مردم‌سالاری یعنی مشارکت عمومی و اقتدار جمعی را بپذیرد، ولی مؤلفه‌های زمینه‌ای آن را برنمی‌تابد و رضایت مردم در آن مبنای مشروعیت نیست.

## دیدگاه سنیان
در میان اهل‌سنت نظریهٔ شورا در مردم‌سالاری اسلامی جایگاه ویژه‌ای دارد جهت مشروعیت بخشی به حکومت و قدرت سیاسی. آنان معتقد اند حکومتی که از راه شورا مستقر شده باشد مشروعیت پیدا می‌کند.
ریشهٔ شورا به حکومت‌های صدر اسلام بر می‌گردد که پس از پیامبر اسلام، با سه شیوهٔ انتخاب توسط اهل حل و عقد، تعیین خلیفه، شورا انتخاب شدند، و بعدها شیوه استیلا و غلبه نیز یکی از راه‌های مشروع حکومت مطرح گردید.
مبنای مشروعیت چنین شیوه‌ای برای استقرار حکومت در دیدگاه اهل سنت عمل صحابه است زیرا گفتار و کردار صحابه هم‌پایه قرآن و سنت منبع اصلی احکام سیاسی به‌شمار می‌رود و به همین جهت شرایط و شیوه‌های استقرار خلفای راشدین را نمونه آرمانی و مشروع حکومت اسلامی دانسته و مشروعیت عمل سیاسی حاکمان را بر پایه همین امر توجیه می‌نمایند.
حتی برخی معقتد اند اگر ولایت فقیهی باشد در اصل برای شورا است و برای همین خداوند هرگز پیامبر خود را مأمور به تعیین خلیفه نکرده و او می‌بایست پایبند به شورا باشد و سیاست امت را به خود آنان واگذارد.
البته دربارهٔ حکم فقهی شورا دیدگاه‌های متفاوت است و برخی شورا را مستحب و برخی واجب می‌دانند. کسانی که واجب می‌دانند نیز نظرهای گوناگونی دارند.

## تجربه‌های مردم‌سالاری اسلامی

### مالزی
بر اساس قانون اساسی مالزی، پادشاه، از میان ۹ سلطان ایالت‌های مختلف مالزی از ۱۳ ایالت، به‌طور دوره‌ای و برای مدت ۵ سال انتخاب می‌شود. در چهار ایالت دیگر که سلطان ندارند بالاترین مقام رسمی، فرمانداران انتصابی هستند که آن‌ها نیز با ترتیب خاصی انتخاب شده و مقام تشریفاتی و اختیارات رسمی سلاطین را دارا می‌باشند.

### اندونزی
در اندونزی در ۱۷ ژوئن ۱۹۹۹ به دستور یوسف حبیبی ژنرال دامیری به فرماندهی منطقه تیمور شرقی رسید که مردم آن خواهان استقلال بودند. در چهارم ژوئیه ۱۹۹۹ بانک جهانی با اعطای وام یک میلیارد دلاری به اندونزی موافقت کرد. انتخابات ریاست جمهوری پس از ۳۰ سال انجام شد و رقیب یوسف حبیبی، خانم مگاواتی سوکارنو پوتری از حزب دموکرات بالاخره در ۲۳ ژوئیه ۲۰۰۱ به ریاست جمهوری رسید و حزب گلکار یعنی حزب وابسته به سیستم حاکمیت شکست خورد. در آخرین روزهای حکومت یوسف حبیبی مردم تیمور شرقی با نظارت سازمان ملل به استقلال خویش رای دادند. بعد از مگاواتی سوکارنو پوتری، ژنرال بازنشسته سوسیلو بامبانگ یودهویونو که زمانی افسر اطلاعات و فرماندار تیمور شرقی بوده‌است در ۲۸ اکتبر ۲۰۰۴ در انتخابات ریاست جمهوری به پیروزی رسید.

اندونزی در سال‌های اخیر پیشروی قابل توجهی برای تقویت دموکراسی و احترام به حقوق بشر داشته‌است. آن‌ها اسلام میانه‌رو را سرلوحه خود قرار دادند و به عنوان نمونه‌ای از دموکراسی اسلامی ستایش‌های بین‌المللی به همراه داشت. برای مثال در نوامبر ۲۰۱۰ باراک اوباما زمانی که از جاکارتا بازدید می‌کرد «روح رواداری مذهبی که در قانون اساسی اندونزی مقدس است و یکی از ویژگی‌های امیدبخش و معنابخش است که در این کشور باقی مانده‌است» را تحسین کرد.

### جمهوری اسلامی ایران
جمهوری اسلامی ایران از جمله نظام‌هایی ست که از نظریهٔ شیعی ولایت فقیه پیروی می‌کند. رهبر آن ولی فقیه است که با رای مستقیم مردم انتخاب نمی‌شود بلکه به واسطهٔ خبرگان منتخب مردم تعیین می‌شود. رئیس‌جمهور در این نظام با رای مستقیم انتخاب می‌شود و شخص دوم است و به عنوان رهبر شناخته نمی‌شود؛ ولی فقیه نظام جمهوری اسلامی ایران به صورت دوره‌ای تغییر نمی‌کند و فرماندهی کل نیروهای مسلح و ارگان‌های اصلی اطلاعاتی در اختیار ولی فقیه است. منتقدان نظام جمهوری اسلامی اعم از شیعه و غیر شیعه وجود کامل مردم‌سالاری در ایران را نفی می‌کنند. حتی برخی نظام را مردم‌سالار نمی‌دانند و مردم‌سالاری اسلامی در ایران را ظاهرسازی می‌دانند.
پس از پیروزی انقلاب، برای برقراری نظام جمهوری اسلامی در ایران در فروردین ۱۳۵۸ همه‌پرسی‌ای برگزار شد که بیش از ۹۸٪ مشارکت‌کنندگان به جمهوری اسلامی آری گفتند.
سپس سید روح‌الله خمینی رهبر انقلاب برقراری جمهوری اسلامی در ایران را اعلام کرد.

#### قانون اساسی
پس از همه‌پرسی نظام جمهوری اسلامی، خبرگان برگزیدهٔ مردم در انتخابات مردادماه، پیش‌نویس قانون اساسی را بررسی و ویرایش و تصویب کردند، و در همه‌پرسی‌ای در آذر همان سال از تصویب مردم گذشت. سپس در سال ۱۳۶۸ قانون اساسی زیر نظر شورای بازنگری ویرایش شد و در همه‌پرسی به تصویب مردم رسید.
در مقدمهٔ قانون اساسی آمده‌است: «طرح حکومت اسلامی بر پایه ولایت فقیه که در اوج خفقان و اختناق رژیم استبدادی از سوی امام خمینی ارائه شد انگیزه مشخص و منسجم نوینی را در مردم مسلمان ایجاد نمود و راه اصیل مبارزه مکتبی اسلام را گشود که تلاش مبارزان مسلمان و متعهد را در داخل و خارج کشور فشرده‌تر ساخت.» و «بر اساس ولایت امر و امامت مستمر، قانون اساسی زمینه تحقق رهبری فقیه جامع‌الشرایطی را که از طرف مردم به عنوان رهبر شناخته می‌شود (مجاری الامور. بید العلماء بالله الامناء علی حلاله و حرامه) آماده می‌کند تا ضامن عدم انحراف سازمان‌های مختلف از وظایف اصیل اسلامی خود باشد.».
اصل ششم قانون اساسی جمهوری اسلامی ایران می‌گوید امور کشور باید به اتکاء آراء عمومی اداره شود از راه انتخابات:انتخاب رئیس‌جمهور، نمایندگان مجلس شورای اسلامی، اعضای شوراها و نظایر اینها، یا از راه همه‌پرسی در مواردی که در اصول دیگر این قانون معین می‌گردد. اما صلاحیت نامزدان انتخابات‌ها باید در چارچوب نظارت استصوابی شورای نگهبان قانون اساسی احراز شود.
رهبر با واسطهٔ مجلس خبرگان تعیین می‌شود. مجلس خبرگان رهبری متشکل از فقهای «واجد شرایط» است که بر اساس اصل ۱۰۷ قانون اساسی جمهوری اسلامی ایران مسئولیت تعیین و نظارت بر ولی فقیه (رهبر جمهوری اسلامی) را دارد. مدت هر دورهٔ این مجلس که اعضای آن به وسیلهٔ انتخابات و توسط رأی مستقیم و مخفی مردم انتخاب می‌گردند، هشت سال می‌باشد.
طبق قانون اساسی رئیس‌جمهور پس از رهبری شخص دوم کشور و مسئول اجرای قانون اساسی در کشور است.
مراحل انتخاب مسئولیت آنان نیز متفاوت است، رئیس مجلس شورای اسلامی منتخب مردم یک شهر و منتخب نمایندگان مجلس و رئیس دستگاه قضا منصوب رهبری است اما رئیس‌جمهور منتخب ملت و منصوب رهبری است.

#### دیدگاه سید علی خامنه‌ای
سید علی خامنه‌ای رهبر و ولی فقیه جمهوری اسلامی ایران معتقد است سید روح‌الله خمینی رهبر انقلاب اسلامی با حکمت و درایت خود مردم‌سالاری اسلامی را اساس کار جمهوری اسلامی ایران قرار داد. او در عین حال که تأکید می‌کند مغز و مادهٔ اصلی مردم‌سالاری اسلامی همان اسلام است و از آن نباید هیچ تخطی‌ای شود، می‌گوید ملت ایران مردم‌سالاری را از اسلام آموخته و مردم‌سالاری در نظام جمهوری اسلامی وظیفه‌ای دینی است.
به فتوای وی، تصمیمات و اختیارات ولی فقیه در مواردی که مربوط به مصالح عمومی اسلام و مسلمین است، در صورت تعارض با اراده و اختیار آحاد مردم، بر اختیارات و تصمیمات آحاد امّت مقدّم و حاکم است، و این توضیح مختصری دربارهٔ ولایت مطلقه‌است.

#### انتقادات
از دیدگاه عباس میلانی جمهوری اسلامی یک نظام تمامیت‌خواه است که سعی می‌کند شکل جامعه را پیرو ارزش‌های اسلامی تغییر دهد و مشابه دیگر نظام‌های تمامیت‌خواه، انتخابات در ایران برای نظام یک عامل مزاحم اما ضروری است و انتخابات عنصر کلیدی ظاهرسازی دموکراتیک است برای پوشاندن روح استبدادی چنین نظام‌هایی.
از دیدگاه منتقدان، نظام جمهوری اسلامی در ایران در واقع یک نظام مردم‌سالار نیست و مردم سالاری اسلامی در ایران فقط یک ظاهرسازی ست که به ولی فقیه فعلی آن خامنه‌ای اجازه می‌دهد تا کنترل و قدرت خودش را در حالی به حداکثر برساند که حداقل‌های حقوق سیاسی جامعه را به کمترین میزان می‌رساند. قوانین جمهوری اسلامی کاملاً بر اساس اسلام و قرآن هستند و از جمله نظام‌هایی ست که زندانیان سیاسی مسلمان دارد. رهبر و ولی فقیه نظام جمهوری اسلامی ایران به صورت دوره‌ای تغییر نمی‌کند. امکان عزل و نصب رهبری توسط مجلس خبرگان وجود دارد اما رهبر توسط مردم انتخاب نمی‌شود. هر گونه انتخابات مجلس خبرگان تحت شرایط تعریف شده و محدود انجام می‌شود. طی سال‌های ۱۳۸۸ تا ۱۳۹۲ در پی به چالش کشیدن رهبری توسط محمود احمدی‌نژاد، خامنه‌ای هشدار داده بود که ریاست جمهوری حذف شود.
این در حالی است که در قانون اساسی تصریح شده که «تعیین رهبر به عهده فقها است»

##### وضعیت حقوق بشر در ایران
این نظام بارها به اتهام نقض حقوق بشر مورد نقد قرار گرفته‌است و این موضوع بر تحریم‌های وضع شده علیه ایران نیز تأثیر داشته‌است. طی دوران حکومت جمهوری اسلامی ایران مجمع عمومی سازمان ملل بجز یکی دو سال، تقریباً همه ساله قطعنامه‌ای دربارهٔ نقض حقوق بشر به‌وسیلهٔ حکومت جمهوری اسلامی صادر کرده‌است. در آخرین قطع‌نامهٔ مجمع عمومی سازمان ملل متحد به شمارهٔ A/RES/۶۴/۱۷۶ که در فروردین ماه ۱۳۸۹ منتشر شد، این مجمع ایران را در بسیاری موارد محکوم کرد. از جمله در برخورد دولت با معترضان نتایج انتخابات ریاست جمهوری ایران (۱۳۸۸). حکومت جمهوری اسلامی ایران به صورت سختگیرانه‌ای آزادی‌های مدنی از جمله آزادی سخنرانی، مطبوعات، تجمعات، انجمن‌ها و آزادی‌های شخصی را زیر پا می‌گذارد و در مسیر آزادی‌های مذهبی نیز مانع ایجاد کرده‌است.
ایالات متحده نیز تحریم‌هایی را به دلیل نقض حقوق بشر علیه افراد خاصی در این نظام وضع کرده‌است. اتهام به فعالیت‌های تروریستی، گروگان‌گیری و فعالیت هسته‌ای از مواردی بوده‌اند که بارها موجب وضع شدن تحریم از سوی شورای امنیت سازمان ملل متحد، اتحادیه اروپا و تحریم‌های کشورهای مختلف علیه این نظام یا مصادره شدن اموال شده‌اند.
سینا دهقان، سهیل عربی و محمدنوری از مردمی هستند که در مردم‌سالاری جمهوری اسلامی ایران به جرم سب النبی به اعدام یا زندان محکوم شدند. اما لغو اعدام به جرم قاچاق مواد در این نظام در دست بررسی است.

## پی‌نوشت
1. ↑  اینکه در نظام مقدس جمهوری اسلامی، قدرت اجرائی، با متانت، با آرامش، با صفا و صمیمیت، بین خدمتگزاران نظام دست‌به‌دست می‌شود، یک پدیدهٔ بسیار ارزشمند و مهمی است؛ این پدیده ناشی است از مردم‌سالاری اسلامی، که امام بزرگوار ما با درایت خود، با حکمت خود، آن را اساس کار نظام جمهوری اسلامی قرار دادند. (۱۲ مرداد ۱۳۹۲)
2. ↑  در مردم‌سالاری اسلامی، روح، لُب و مادهٔ اصلی عبارت است از اسلام؛ از این هیچ تخطی‌ای نباید بشود. (۱۸ اسفند ۱۳۹۰)
3. ↑  ملت ایران درس مردم‌سالاری را از اسلام فراگرفته و از بن دندان، مؤمن و متعهد به آن است (۱۲ مرداد ۱۳۸۴)
4. ↑  در نظام جمهوری اسلامی، مردم‌سالاری یک وظیفهٔ دینی است (۱۴ خرداد ۱۳۸۱)